# Crisicoccus taxodii
Crisicoccus taxodii är en insektsart som beskrevs av Kosztarab 1996. Crisicoccus taxodii ingår i släktet Crisicoccus och familjen ullsköldlöss. Inga underarter finns listade i Catalogue of Life.